# Waldemar Baszanowski
Waldemar Romuald Baszanowski (15. srpna 1935 Grudziądz – 29. dubna 2011 Varšava) byl polský vzpěrač. Stal se dvakrát olympijským vítězem, ovládl kategorii lehké váhy (do 67,5 kg) na hrách v Tokiu roku 1964 i na následné olympiádě v Mexiku v roce 1968. Krom toho byl pětinásobným mistrem světa (1961, 1964, 1965, 1968, 1969), ze světových šampionátů měl i pět stříbrných medailí - bilance 10 medailí z mistrovství světa je dosud nepřekonaným rekordem. Všechny tyto medaile získal v lehké váze, pouze jednu, stříbro z MS 1966, ve váze střední (do 75 kg). Byl též pětinásobným mistrem Evropy (1961, 1965, 1968, 1969, 1971). Posbíral devět titulů mistra Polska. V roce 1969 byl vyhlášen polským sportovcem roku, v anketě deníku Przegląd Sportowy. Vytvořil 24 světových rekordů (8 trhu, 7 v nadhozu, 9 v trojboji) a 61 rekordů národních. 26. června 1964 překonal třikrát světový rekord v jednom dni. Byl vlajkonošem polské výpravy na třech letních olympijských hrách (1964, 1968, 1972). V roce 1993 byl uveden do Síně slávy mezinárodní vzpěračské federace. Ve všech anketách o nejlepšího vzpěrače 20. století se umístil v první desítce.
Se vzpíráním začal poměrně pozdě, až v osmnácti letech. 8. července 1969 měl autonehodu, při níž seděl za volantem svého vozu. Zemřela při ní jeho žena Anita, on a jeho syn vyvázli živí. Po skončení kariéry se stal lektorem na Akademii tělesné výchovy ve Varšavě a trenérem. Několik let trénoval indonéskou reprezentaci, vedl i národní tým Polska. V roce 1999 byl zvolen prezidentem Evropské federace vzpírání, tam působil až do roku 2007. Toho roku spadl ze stromu ve své zahradě, zlomil si páteř a ochrnul od krku dolů. Zemřel po čtyřech letech v naprosté nehybnosti. Byl pohřben na Novém hřbitově Służew.
Byl proslulý svou menší výškou, měřil 165 cm. Byl prvním mužem na světě, který zvedl nad hlavu dva a půl násobek své tělesné hmotnosti. Jako jediný vzpěrač v historii dokázal překonávat světové rekordy stylem do dřepu i do nůžek.